# 默多克鎮區 (巴特勒縣)
默多克鎮區（英語：Murdock Township）為位在美國堪薩斯州巴特勒縣的鎮區。2010年美国人口普查中該鎮區人口有402人。

## 歷史
默多克鎮區於1873年3月設立。該鎮區的名稱以在弗吉尼亞州出生、住在巴特勒縣的居民托馬斯·本頓·默多克（Thomas Benton Murdock）命名:178。根據報告，安東尼·G·戴維斯（Anthony G. Davis）於1857年定居於默多克鎮區，為最早居住於此鎮區的居民:178。

## 地理
默多克鎮區涵蓋面積93.27平方（36.01平方英里），境內無城鎮設立。

### 墓園
根據美國地質調查局的資料，此鎮區僅有2座墓園：
- 謝弗墓園（Sheaffer Cemetery）
- 尤寧墓園（Union Cemetery）

### 溪流
通過此鎮區的溪流有：
- 四英里溪（Fourmile Creek）
- 普雷里溪（Prairie Creek）
- 懷特沃特溪（Whitewater Creek）
- 懷爾德卡特溪（Wildcat Creek）

## 人口統計
根據2010年美國人口普查，默多克鎮區人口有402人，人口密度為4.28人/平方公里。種族方面，95.77%為白人；0.5%為非裔美洲人；0%為美洲原住民；0%為亞洲人；0%為太平洋島民；2.74%為其他種族；另外有1%為兩個或以上的種族。而西班牙裔美國人或拉丁美洲人佔該鎮區人口的7.21%。

## 外部連結
- City-Data.com （页面存档备份，存于）